# Frequentieverspringing
Frequentieverspringing (Engels: Frequency hopping) is een techniek waarbij een radioverbinding schijnbaar willekeurig gekozen frequenties gebruikt binnen een vastgelegde frequentiebreedte.
Omdat de frequentie op geregelde tijdstippen verwisselt (van enkele seconden per keer tot 1600 keer per seconde), zal er zich bijna nooit interferentie of overlapping van frequenties voordoen. Deze techniek zorgt ervoor dat meer verbindingen gebruik kunnen maken van de beperkte frequenties en voorkomt inbreken op de verbinding van buitenaf.
Het principe is tijdens de Tweede Wereldoorlog bedacht door de actrice Hedy Lamarr en de componist George Antheil, die hiervoor op 11 augustus 1942 een Amerikaans patent kregen (nummer 2292387). Het idee was ontstaan als oplossing tegen het door de vijand storen van radiografisch bestuurde torpedo's, en was afgeleid van het principe van een pianola, waarbij de te spelen noten in de vorm van ponsgaten op een papierstrook zijn vastgelegd. Op dezelfde manier kunnen condensatoren worden in- en uitgeschakeld, waardoor de frequentie van een afgestemde kring in een zender of ontvanger volgens het geponste patroon verandert. Dit patroon is alleen bij de zender en de ontvanger bekend. Als gevolg hiervan is het onmogelijk de radioverbinding te storen.
In moderne implementaties worden bijvoorbeeld LFSR's gebruikt die met een betrekkelijk eenvoudige schakeling een pseudo-willekeurige reeks getallen in een vooraf bepaald patroon kunnen genereren.